# Parametrische Fluoreszenz
Unter parametrischer Fluoreszenz (engl. Spontaneous parametric down-conversion, SPDC) versteht man die Umwandlung eines Photons zu zwei Sekundärphotonen in einem nichtlinearen optischen Kristall. Die Wellenlängen beziehungsweise die Frequenzen der dabei entstehenden Signal- und Idler-Photonen sind dabei aufgrund der Energieerhaltung mit dem pump-Photon über {\displaystyle f_{P}=f_{S}+f_{I}} verknüpft.
Die parametrische Fluoreszenz ist der physikalische Prozess, der der optisch parametrischen Generation und Verstärkung zugrunde liegt. Es handelt sich um einen Quanteneffekt, der aus dem sogenannten Quantenrauschen resultiert und – im Gegensatz zur parametrischen Verstärkung – auch ohne die Einkopplung eines Signal- oder Idler-Strahls stattfindet.
Im Vergleich zur verstärkten spontanen Emission muss für die Signal- und Idler-Photonen die Phasenanpassungsbedingung erfüllt werden.

## Technische Anwendungen
Anwendung findet der Effekt beispielsweise in der Einzelphotonerzeugung. Einzelphotonen spielen eine wichtige Rolle in der technischen Nutzung von Quanteneffekten. Insbesondere in der Quanteninformationstechnologie und der Quantenkryptographie. Beim Quantenschlüsselaustausch werden verschränkte Photonenpaare mittels SPDC erzeugt, dabei wird der Polarisationszustand der Photonen als Informationsträger genutzt.